# ラパレントサウルス
ラパレントサウルス（学名 Lapparentosaurus）は、中期ジュラ紀に生息したマクロナリア類に属する竜脚類恐竜の属である。化石はマダガスカルから発見されている。1895年、Richard Lydekker は1894年にJ.T. Lastがマジュンガ盆地にあるバトニアン期の地層であるイサロⅢ累層から発見した化石に基づいてボトリオスポンディルスの新種B. madagascariensis を命名した。このイギリスの属とは実際のつながりは無く、1986年ホセ・ボナパルテによって個別の属として命名された。タイプ種は唯一知られる種でもある Lapparentosaurus madagascariensisである。属名はアルベール・ド・ラパランに献名したものである。ボナパルテによって定められたホロタイプMAA 91-92は2つの椎弓からなる。さらにはるかに豊富な資料が参照されており、そこには少なくとも3個体、おそらくもっとたくさんの様々な成長段階の個体が含まれている。この中には椎骨や四肢の要素が含まれるが頭骨はない。この種は十分な識別特徴と記載を欠いている。独自のタクソンである「?Bothriospondylus madagascariensis」もしくは「"Bothriospondylus "madagascariensis」と呼ばれるものと混同すべきではない。

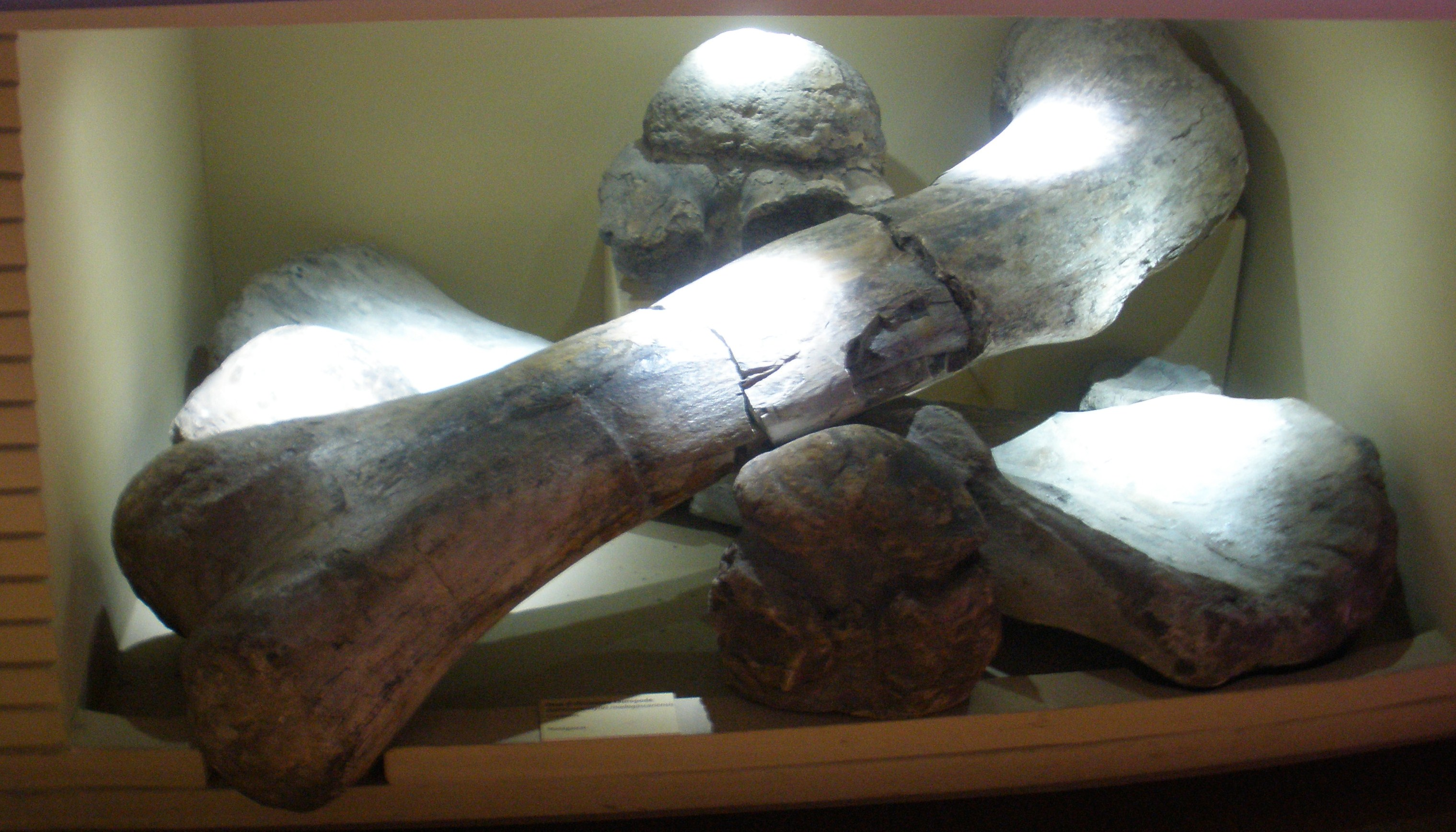
Bones at Museo di Storia Naturale di Venezia

骨の年輪の計数による年齢決定研究の結果、この竜脚類は31年から45年で性的成熟に達したことを示し、大量の繊維層状の骨の存在は比較的早い成長であったことを示す。
ブラキオサウルス科とされることもあるが、系統解析の結果ラパレントサウルスはマクロナリア類もしくはティタノサウルス形類の基盤的メンバーであると示される。